# Волосов, Владимир Давидович
 Влади́мир Дави́дович Во́лосов (род. 28 марта 1937, Ленинград - ск. 27 марта 2025, Бостон, США) — советский физик, специалист в области нелинейной оптики и лазерной физики, доктор физико-математических наук (1980), профессор, лауреат Государственной премии СССР (1984).
Известный художник, автор около 1000 картин. Член Профессионального союза художников России. Участник и дипломант многих российских и международных художественных выставок.

## Биография
Владимир Волосов родился 28 марта 1937 года в Ленинграде в семье доктора технических наук, профессора Давида Самуиловича Волосова, известного специалиста в области расчёта и конструирования оптико-фотографических систем. В 1960 году окончил Ленинградский электротехнический институт имени В. И. Ленина.
В 1960—1990 годах работал в Государственном оптическом институте им. С. И. Вавилова (ГОИ) в Ленинграде, пройдя путь от инженера до главного научного сотрудника. В 1964—1968 годах — аспирант ГОИ. В 1969 году защитил кандидатскую диссертацию.
В 1978 году выступил с докладом о своих работах на XXXI ежегодных чтениях имени акад. Д. С. Рождественского.
В 1980 году защитил докторскую диссертацию. Член диссертационного совета ГОИ по защите кандидатских диссертаций по специальности 01.04.05 «оптика» (физико-математические и технические науки).
В 1984 году в соавторстве с учёными других научных коллективов Москвы, Киева, Горького и Вильнюса В. Д. Волосову присуждена Государственная премия СССР за цикл работ «Высокоэффективное нелинейное преобразование частоты в кристаллах и создание перестраиваемых источников когерентного оптического излучения» (1963—1982).
В 1986—1991 профессор кафедры квантовой электроники ЛПИ им. М. И. Калинина. Автор учебного пособия для студентов, подготовил трёх кандидатов наук.
В 1990 году принял решение оставить науку и полностью посвятил себя художественному творчеству. Участник более 30 российских и международных выставок. ЧленПрофессионального союза художников России. С 2011 года живёт в США, занимается живописью.

## Научная деятельность (1960-1990)
Основным направлением научной деятельности В. Д. Волосова являлось исследование преобразователей частоты лазерного излучения в кристаллах. В течение 30 лет им вместе с сотрудниками проводилось изучение процесса генерации оптических гармоник и смешения частот лазерного излучения в нелинейных кристаллах. Детально исследованы специфические характеристики кристаллов, определяющие эффективность преобразования ( угловые, спектральные, температурные ширины синхронизма), а также особенности преобразования частоты многомодовых лазеров, обладающих существенной расходимостью и немонохроматичностью излучения, а зачастую и нестабильностью спектра. Проведённые исследования позволили разработать методы повышения эффективности преобразования путем формирования пространственно-угловой структуры лазерного пучка на входе в нелинейный кристалл. Предложены оригинальные анаморфотные фокусирующие и телескопические системы для осуществления этих методов. Для генерации гармоник широкоспектрального излучения лазеров предложен метод компенсации дисперсии синхронизма с помощью дисперсионных устройств. Это позволило не только увеличить эффективность преобразования, но и устранить нестабильность преобразованного излучения. 
Предложена схема панорамного спектрографа принципиально нового типа с нелинейным кристаллом в качестве дисперсионного элемента.
Для эффективной генерации гармоники в расходящихся пучках, кроме вышеупомянутого метода формирования пространственной структуры, предложен метод подавления обратной перекачки гармоники в основное излучение. Метод основан на подавлении обратной перекачки в удвоителях, образованных последовательно расположенными и определённым образом взаимно ориентированными кристаллами. Выявлено влияние дисперсии воздушного промежутка между кристаллами на процесс преобразования частоты. Предложены оригинальные оптические схемы внутрирезонаторной генерации оптических гармоник.
Автор или соавтор более 100 опубликованных работ и 14 изобретений.

## Художественное творчество
Рисованием увлекался с детства, но профессионально занялся живописью в конце 1980-х. Свой авторский стиль он называет «лирический реализм». Искусствовед А. Чухлепова писала в своём обзоре художественной выставки «Во сне и наяву», состоявшейся в 1991 году в Ленинградском университете, о ранних картинах В. Волосова: «Тонкая лирика, подчеркнутое светотеневое решение свойственно его ранним пейзажам. <…> Для художника важны световые контрасты, собственные находки в восприятии различных освещений…». А уже через несколько лет о нём, как состоявшемся художнике, писал «Деловой Петербург»: «Редко, но встречаются люди, которым мало одной жизни. И они умудряются прожить их несколько в тот же отпущенный Богом срок». «Тонкий лиризм, удивительное чувство цвета и гармонии, сочетаются в его полотнах с интересными световыми находками и оригинальной авторской техникой, отличающейся фактурностью и экспрессивностью».
После исторического падения берлинской стены он участвует в серии передвижных выставок русских художников в Германии под лозунгом «Два мира — одна культура». Выставки проходили в Берлине, в городах в окрестностях Берлина. Персональная выставка Владимира Волосова в 1994 году в Летнем саду открылась в день начала Игр Доброй Воли 23 июля; открывал выставку мэр Санкт-Петербурга А. А. Собчак, записавший в книгу отзывов: «Я рад познакомиться не только с Вашим творчеством, но и лично с Вами — человеком неординарной судьбы…». В 1998 году выставку Волосова в Гранд-отеле «Европа» в Санкт-Петербурге посетила делегация Международного валютного фонда и Правительства России во главе с Президентом фонда Мишелем Комдессю и Председателем правительства РФ Сергеем Кириенко.
Ныне В. Д. Волосов — член Профессионального союза художников России, ему присвоена категория 3-В — «художник-профессионал высокого класса, признанный и востребованный художественным рынком и публикой».
Он участник более 30 российских и международных выставок, картины художника представлены в галереях и частных собраниях России и других стран, на российских и зарубежных сайтах. В. Д. Волосов внесён в реестр «Величайшие художники мира XVIII—XXI вв.» Профессионального союза художников России.
В 2006 году издательский дом «Ковчег» (Санкт-Петербург) выпустил альбом о творчестве Владимира Волосова со статьями искусствоведов и картинами художника. В 2016 году вышел из печати альбом «Владимир Волосов. Живопись», изданный в Бостоне (США) на русском и английском языках. В альбом вошли картины, созданные художником в период 2006—2016 годов. Характеризуя творчество Владимира Волосова, доктор искусствоведения, профессор Татьяна Юрьева пишет: 

«Ему трудно было добиться признания. Помогла стойкая вера в себя и сегодня в его творческой биографии многочисленные выставки не только в российских городах, но и в европейских. Произведения художника экспонировались и в американской столице. Реальная жизненная правда и извлечённая из неё правда художественная и поэтическая стали главным смыслом творчества теперь уже известного художника. Потерянные миры, возвращённые им в современную художественную жизнь, оказались тревожно красивыми».

### Персональные выставки
1989 — Дом Ученых, Ленинград
1991 — «Весенний Салон», Ленэкспо, Ленинград
1991 — Благотворительный телемарафон «Возрождение», ЛЕНЭКСПО, Ленинград
1992 — Галерея «Гордон-30», Тель-Авив
1993 — Музей истории города, Волхов
1993 — Русская галерея, Хельсинки
1994 — IBM- корпорейшн, Ленинград
1994 — Серия передвижных выставок «Два мира — одна культура», Берлин
1995 — «Летний сад», Санкт-Петербург
1995 — Российско-немецкий культурный центр, Санкт-Петербург
1996 — Галерея «Karjalan Portti», Иматра, Финляндия
1996 — Галерея «Kunst Galerie», Бохум, Германия
1996 — Мэрия «Смольный», Санкт-Петербург
1997 — Лавка Художников, Санкт-Петербург
1998 — Гранд Отель «Европа», Санкт-Петербург
1999 — Галерея «Союзхудэкспорт». Москва
2000 — Галерея «МАI-ART», Лаппеенранта (Финляндия)
2001 — Галерея «Арт город», Санкт-Петербург
2002 — Галерея «Book World», Бостон (США)
2002 — Арт кафе «Кофе-Брейк», Санкт-Петербург
2003 — Международный Бизнес центр", Санкт-Петербург
2004 — Арт подвал «Бродячая собака», Санкт-Петербург
2004 — Галерея «Арт город», Санкт-Петербург
2005 — Музей-квартира И. И. Бродского, Санкт-Петербург
2008 — Дом Ученых, Санкт Петербург
2009 — Арт кафе «Кофе-Брейк», Санкт-Петербург
2012 — Newton Open Studio, Бостон, США
2013 — Art Center, Mancheter -on-the-See, США
2014 — Галерея «Touch», Бостон, США

### Участие в коллективных выставках
1991 — Выставка «Во сне и наяву», СПб государственный университет, Ленинград
1991 — «Весенний Салон», ЛЕНЭКСПО, Ленинград
1993 — Галерея «WAAHNA PIETARI», Хельсинки
1994 — Серия выставок «Два мира — одна культура», Берлин
1998 — Галерея «Арт Сервис», Москва
1999 — Галерея «Союзхудэкспорт». Москва
2004, 2005 — «ARTINDEX, Искусство Петербурга»
2007 — «Выйдем за грани» (Locri, Италия); Этнографический музей, Санкт-Петербург
2010, 2011 — New York Realism Fine Art (ASA Art Gallery) Broadway New York
(2 Gold Medals)

## Награды
1976 — серебряная медаль ВДНХ
1984 — Государственная премия СССР в области науки
1986 — медаль «Ветеран труда»
2010 — специальный приз московского международного конкурса « Art Preview 2010»
2010 — Золотая медаль на международной выставке «Сontemporary Impressionism», New York
2010 — Золотая медаль на международной выставке «Life & Environment», New York